# 弗里多·弗雷
弗里多·弗雷（英語：Frido Frey，1921年10月26日—2000年5月16日），出生于德国，美国NBA联盟前职业篮球运动员。